# سايفربانك
سايفربانك يطلق على أي شخص يدعو إلى الاستخدام واسع النطاق للتشفير القوي وتقنيات مجال تعزيز الخصوصية كمسار للتغيير الاجتماعي والسياسي بسايفربانك. وكان التواصل الأساسي للسايفربانكس عن طريق مجموعات غير رسمية في قائمة البريد الإلكتروني لـ سايفربانكس، وهدفها هو تحقيق الخصوصية والأمان من خلال الاستخدام الاستباقي للتشفير. وقد انخرطت سايفربانكس في حركة نشطة منذ أواخر ثمانينات القرن العشرين.

## تاريخ

### ما قبل القائمة البريدية
كان التشفير يُمارس بصفة اساسية سرًا من قبل الوكالات العسكرية أو وكالات التجسس حتى سبعينيات القرن الماضي، الا انه تغير ذلك عندما خرج للعيان منشوران من الخزانة لتوعية العامة: منشور من الحكومة الأمريكية لمعيار تشفير البيانات (DES)، وهو التشفير الكتلي الذي أصبح شائع الاستخدام بشكل كبير؛ وهو أول عمل متاح للجمهور حول التشفير بالمفتاح العام، وهو من تأليف ويتفيلد ديفي ومارتن هيلمان.
وتم إرجاع الاصول التقنية لأفكار سايفربانك إلى العمل بواسطة مصمم التشفير ديفيد شوم في موضوعات مثل العملات الرقمية مجهولة الهوية وأنظمة السمعة المستعارة، والتي وصفت في ورقته «الأمان بدون الكشف عن الهوية: أنظمة معاملات تجعل الأخ الأكبرعفا عليه الزمن» (1985).
وفي أواخر الثمانينيات اندمجت هذه الأفكار في شيء ما يشبه الانشطة.

### أصل المصطلح والقائمة البريدية لـسايفربانكس
في أواخر عام 1992 كان كل من إريك هيوز وتيموثي سي. ماي وجون غيلمور قد أسسوا مجموعة صغيرة في شركة جليمور ويلتقون بعضهم شهريا في شركة جيلمور التي تسمى بحلول البجعة في منطقة خليج سان فرانسيسكو، وكان قد أطلق اسم سايفربانكس من قبل جود ميلهون من باب الدعابة، اذ كتبه جود ميلهون في أحد الاجتماعات الأولى - الاسم مشتق من التشفير و سايبربانك. وتمت إضافة الكلمة إلى قاموس أكسفورد الإنجليزي  في نوفمبر 2006.
وفي عام 1992، تم الشروع في قائمة سايفربانكس البريدية، وبحلول عام 1994 امتلكت 700 مشترك. وفي ذروتها، كان لديها منتدى نشط للغاية للمناقشة التقنية حول الرياضيات والتشفير وعلوم الكمبيوتر والمناقشة السياسية والفلسفية والحجج الشخصية والهجمات وما شابه ذلك، ومع بعض الرسائل غير المرغوب فيها. وكشف جون جيلمور عبر رسالة إلكترونية ان ما معدله 30 رسالة يوميًا من 1 ديسمبر 1996 إلى 1 مارس 1999، وتشير إلى أن الرقم ربما كان أعلى مسبقاً. وتشير التقديرات ان عدد المشتركين وصل إلى 2000 مشترك في عام 1997.
وفي مطلع عام 1997، أنشأ كل من جيم شوات وايغور شودوف موزع سايبربانكس لأعادة إرسال الرسائل البريدية،  وعبارة عن شبكة من عقد قائمة بريدية مستقلة تهدف للقضاء على نقطة الفشل الفردية الكامنة في هياكل قائمة مركزية.وفي اشدها، تضمن موزع سايبربانكس لأعادة إرسال الرسائل البريدية على سبع عقد على الأقل. وبحلول اواسط عام 2005، كان موقع القاعدة نت يدير العقدة الوحيدة المتبقية. وفي منتصف عام 2013، وبعد انقطاع قصير، تم تغيير برنامج قائمة عقد موقع القاعدة نت من ماجوردومو إلى GNU  وبعد ذلك تمت إعادة تسمية العقدة إلى cpunks.org. وتعد هيكلة CDR لم يعد لها وجود، على الرغم من أن مسؤول القائمة صرح في عام 2013 أنه كان يتقصى طريقة لدمج هذه الوظيفة مع نظام القائمة البريدية الجديد.
ولفترة من الزمن، كانت القائمة البريدية لـ سايفربانكس أداة مشهورة عند مهاجمي البريد،  الذين يقومون بتسجيل الضحية في القائمة البريدية من أجل التسبب في إرسال سيل من الرسائل إليه. (في الغالب ما يتم ذلك على سبيل المزح، على نقيض أسلوب الإرهابي الذي اشير إليه باسم مهاجم البريد.) وأدى هذا إلى تسريع نظام (أنظمة) القائمة البريدية لإقامة نظام للرد على الاشتراك. وبحوالي مائتي رسالة في اليوم كانت مثالية للقائمة البريدية، مقسمة بين الحجج الشخصية والهجمات، والمناقشات السياسية، والمناقشة الفنية، والرسائل الالكترونية التطفلية.
وتضمنت القائمة البريدية لـ سايفربانكس مناقشات شاملة حول قضايا السياسة العامة المتعلقة بالتشفير والسياسة وفلسفة المفاهيم مثل التكتم عن عرض الهوية وعن الأسماء المستعارة والسمعة والخصوصية. وتستمر هذه المناقشات على كل من العقد المتبقية وفي مواضيع أخرى حيث ان القائمة أصبحت تحتضر تدريجياً.
واضافت أحداث مثل حملة GURPS سايبربانك اهمية كبيرة لفكرة أن الاشخاص العديين بحاجة إلى اتخاذ خطوات لحماية خصوصيتهم. وناقشت القائمة قضايا السياسة العامة المتعلقة بالتشفير، بالأضافة إلى المسائل الرياضية والحسابية والتكنولوجية والتشفير الأكثر عملية. وحازت القائمة على مجموعة من وجهات النظر وربما لم يكن هناك اتفاق بالإجماع التام على أي شيء. ولذلك، فإن الاتجاه العام يضع بالتأكيد الخصوصية الشخصية والحرية الشخصية فوق كل الاهتمامات الأخرى[بحاجة لمصدر] .

#### مناقشة مبكرة عن الخصوصية على الإنترنت
كانت القائمة تتناول أسئلة عن الخصوصية والمراقبة الحكومية وسيطرة الشركات على المعلومات والقضايا التي لديها صلة بمعلومات الاشخاص في مستهل التسعينيات، والتي لم تصبح موضوعات رئيسية للمناقشة بشكل واسع إلا بعد عشر سنوات أو أكثر فيما بعد. وكان بعض المشاركين في القائمة أكثر تشدداً بشأن هذه القضايا من أي شخص آخر تقريبًا.
وعلى اولئك الذين يريدون فهم سياق القائمة قد يكون من الواجب عليهم الرجوع إلى تاريخ التشفير؛ وفي أوائل التسعينيات، اعتبرت حكومة الولايات المتحدة برامج التشفير الذخيرة لأغراض التصدير. (تم نشر كود مصدر PGP ككتاب ورقي لتجاوز هذه اللوائح وإثبات عدم جدوتها.) في عام 1992، اتاحت صفقة بين NSA و SPA بتصدير التشفير على أساس 40 بت RC2 و RC4 والتي كانت تعتبر ضعيفة إلى حد ما (وخاصة بعد إنشاء SSL ، كان هناك العديد من الاعتراضات لكسرها). وحاولت الحكومة الأمريكية كذلك تخريب التشفير بواسطة مخططات مثل شفرات سكيبجاك وكي إسكرو. كما أنه لم يكن معروفًا للجميع أن جميع الاتصالات قد تم تسجيلها من قبل الوكالات الحكومية (والتي سيتم الكشف عنها لاحقًا خلال فضائح وكالة الأمن القومي و AT&amp;T) على الرغم من ان ذلك كان بديهيًا وواضح من قبل أعضاء القائمة.
ومن خلال موقع جون جيلمور (toad.com) تمت استضافة القائمة البريدية الأصلية لـ سايفربانك والقائمة الفرعية كوديربانكس، ولكن بعد خلاف مع نظام سايس اب على الاعتدال، تم ترحيل القائمة إلى خوادم بريدية مترابطة في ما يسمى «القائمة البريدية الموزعة». وتفتح قائمة كوديربانكس عن طريق الدعوات الموجهة فقط، وكانت موجودة لبعض الوقت. وتناولت كوديربانكس المزيد من المسائل التقنية وكان لديها مناقشة أقل عن الاثار المترتبة للسياسة العامة. وهناك العديد من القوائم اليوم التي يمكنها تتبع اصلهم مباشرة إلى قائمة سايفربانكس الأصلية: قائمة التشفير، وقائمة التشفير المالي، بالأضافة إلى مجموعة صغيرة مغلقة (للمدعوين فقط).
واستمر موقع Toad.com على العمل مع قائمة المشتركين الراهنة للأشخاص الذين لم يقوموا بإلغاء الاشتراك حينها، والذي ظهر في القائمة البريدية الموزعة الجديدة، ولكن رسائل القائمة الموزعة لم تظهر على toad.com. وعندما اختفت شعبيتها تلاشت أيضًا في عدد عقد الاشتراك المتشابكة.
وتعمل قائمة التشفير  كخليفة لـ سايفربانكس إلى حد ما؛ اذ لديها العديد من الناس تتبع نفس القضايا. ورغم ذلك، فهي قائمة خاضعة للإدارة، وأقل هزل إلى حد كبير وأكثر تقنية بطريقة أخرى. ويتتبع عدد من الأنظمة جارية الاستخدام إلى القائمة البريدية، وبما في ذلك بي جي بي و / ديف / راندوم في نواة لينكس (تمت إعادة تطبيق الشفرة الفعلية بالكامل عدة مرات منذ ذلك الوقت) وفي الوقت الحاضر تستخدم أجهزة إعادة الإرسال مجهولة المصدر.

## المبادئ الرئيسية
في البيان الرسمي لي سايفربانك يمكن العثور على الأفكار الأساسية (ايريك هيوز، 1993): «الخصوصية ام حتمي لمجتمع مفتوح في عصر الالكترونيات. . . . لا يمكننا أن نأمل من الحكومات أو الشركات أو غيرها من المنظمات الكبيرة المقنعة أن تمنحنا الخصوصية. . . يجب أن ندافع عن خصوصيتنا إذا كنا نريد الحصول على أي منها. . . . سايفربانكس لكتابة التعليمات البرمجية. ونحن نعلم أن على شخص ما كتابة برنامج للدفاع عن الخصوصية، وفي المقابل... سنقوم نحن بكتابته.» 
بعضهم كان أو كانوا أشخاصًا بارزين في أكبر شركات التكنولوجيا المتقدمة والبعض الآخر باحثون مشهورين (انظر القائمة ذات الانتماءات أدناه).
وكانت أول مناقشة لوسائل الإعلام حول سايفربانكس في مقال وايرد فيعام 1993 بقلم ستيفن ليفي وبعنوان تشفير المتمردون :
وكان الرجال الثلاثة الملثمون على غلاف تلك الطبعة من وايرد هم سايفربانكس البارزين تيم ماي وإريك هيوز وجون جيلمور.
وفي وقت لاحق، كتب ليفي كتابًا بعنوان التشفير: كيفية التشفير المتمردون يهزمون الحكومة - الحفاظ على الخصوصية في عصر التكنولوجيا الرقمية ،  ولتغطية حروب التشفير في التسعينيات بالتفصيل. يكاد يكون «كود المتمردين» في العنوان مرادفًا لـ سايفربانكس.
وعبارة سايفربانك يتملكها الغموض إلى حد ما، وفي معظم السياقات يأتي معناها أي شخص يدعو إلى التشفير كأداة للتغيير الاجتماعي والتأثير الاجتماعي والتعبير. وعلى الرغم من ذلك، يمكن استخدامها أيضًا للدلالة على مشترك في قائمة سايفربانكس البريدية الإلكترونية الموضحة أدناه. ومن الواضح أن المعنيين يتداخلان، لكنهما ليسا مترادفين بأي شكل من الاشكال.
وتشمل الوثائق التي تمثل أفكار سايفربانك كتاب تيموثي سي.ماي البيان الفوضوي المشفر (1992)  و سايفرنومكون (1994)، و  بيان سايفربانك.

### خصوصية الاتصالات
تعد الخصوصية في الاتصالات والاحتفاظ بالبيانات من المشكلات الأساسية للغاية في نظام سايفربانكس. وقال جون جيلمور إنه يطالب «بضمانًات بالفيزياء والرياضيات، وليس بالقوانين - بأنه نستطيع أن نمنح أنفسنا خصوصية حقيقية عبر الاتصالات الشخصية.» 
وتتطلب ضمانات كهذه تشفيرًا قويًا للغاية، ولذلك في الاساس تعارض سايفربانكس السياسات الحكومية التي تحاول من خلالها السيطرة على استخدام أو تصدير التشفير، والذي ظل يمثل مشكلة طيلة أواخر التسعينيات.و ذكر بيان سايفربانك الرسمي بأن «سايفربانكس تستنكر الوائح الخاصة بالتشفير، ولأن التشفير هو في الأساس عمل خاص».
وكانت هذه قضية محورية للعديد من السافيربونكس. وعارض معظمهم بشدة محاولات الحكومة المختلفة للحد من التشفير - وقوانين التصدير، والترويج للشفرات طولية المفتاح المحدود، وتشفير الضمان بشكل خاص.

### المجهولية والأسماء المستعارة
الأسئلة التي تخص عدم الكشف عن الهوية، والاسم المستعار، والسمعة، تمت مناقشتها بستفاضة.
ويمكن القول إن فرصة التحدث والنشر المجهولين أمر مهم للغاية لمجتمع متفتح يريد حرية وحقيقية التعبير - وهذا هو موقف معظم سايفربونكس. ويعتبر نشر" الأوراق الفدرالية"في الأصل تحت اسم مستعار هو مثال يتم الاستشهاد به بشكل شائع.

### الرقابة والرصد
عارض سايفربانكس بشكل عام الرقابة والرصد سواء من الحكومة أو من الشرطة.
وبشكل خاص، اعتبر مخطط شرائح المقص التابع للحكومة الأمريكية للتشفير المضمون على المحادثات الهاتفية (التشفير من المفترض أنه آمن ضد معظم المهاجمين، ولكنه قابل للأختراق من قبل الحكومة) وقد لعن هذا النظام من قبل كثيثرن ممن هم موجود في القائمة. واثارت هذه القضية معارضة قوية وجلبت العديد من المجندين الجدد إلى صفوف سايفربانك. وقد وجد المشارك في القائمة مات بلايز ثغرة خطيرة  في المخطط، مما ساعد على تسريع زواله.
وفي عام 2002، اقترح ستيفن شير لأول مرة أمر مذكرة الكناري لإحباط أحكام السرية لأوامر المحكمة وخطابات الأمن القومي. واعتبارًا من 2013، اكتسبت مذكرة الكناري قبولًا تجاريًا.

### إخفاء فعل الاختباء
مجموعة مهمة من المناقشات تتعلق باستخدام التشفير في حضرة السلطات القمعية. ولذلك، ناقش سايفربانكس أساليب إخفاء المعلومات التي تخفي استخدام التشفير نفسه، أو التي تسمح للمحققين بتصديق أنهم استخرجوا معلومات مخفية قسرا من موضوع ما. وعلى سبيل المثال، كانت روبرهاوس أداة تقوم بتقسيم ودمج البيانات السرية على محرك أقراص ببيانات سرية مزيفة، ويتم الاطلاع على كل منها عبر كلمة مرور مختلفة. ويعتقد المحققون بعد استخراج كلمة مرور بأنهم قد كشفوا بالفعل عن الأسرار المقصودة، ولكن في حقيقة الامر أن البيانات الفعلية لا تزال مخفية في الواقع. أو بمعنى آخر، حتى وجودها مخفي. وعلى نفس المنوال، ناقش سايفربانكس أيضًا بأنه يمكن استخدام التشفير دون أن يتم ملاحظته من قبل أنظمة مراقبة الشبكة المثبتة من قبل الأنظمة القمعية تحت ظل أي ظروف.

## أنشطة
كما يقول البيان ، «سايفربانكس اكتب الكود»؛  وإن المفهوم العام هو ضرورة تطبيق الأفكار الجيدة، وليس النقاش عنها فقط، وهي جزء كبير من ثقافة القائمة البريدية. وكتب جون غيلمور الذي استضاف موقعه على الإنترنت القائمة البريدية الأصلية لـ سايفربانكس: «نحن وبالمعنى الحرفي في سباق بين قدرتنا على بناء ونشر التكنولوجيا، وقدرتهم على بناء ونشر القوانين والمعاهدات. ومن غير المحتمل أن يتراجع لا هذا ولا ذاك أو جعل الآخر يتحكم في الأمر حتى يخسر السباق نهائيًا».

### مشاريع البرمجيات
كانت برامج إعادة الإرسال المجهول مصدرها مثل ميكس ماستر ريمايلر تقريبًا عبارة عن تطوير لـسايفربانكس. ومن بين المشاريع الأخرى التي شاركوا فيها كان PGP يمثل خصوصية البريد الإلكتروني، وFreeS / WAN للتشفير الانتهازي لكامل الشبكة، والرسائل الغير قابلة لحفظ الخصوصية في الدردشة عبر الإنترنت، ومشروع Tor لتصفح المواقع مجهولة المصدر.

### التجهيزات
بمساعدة من القائمة البريدية في عام 1998، تمكنت مؤسسة الحدود الإلكترونية، بتشييد آلات تقدر بـ$ 200,000، والتي تمثل القوة الوحشية ل مفتاح معيار تشفير البيانات في غضون بضعة أيام. وبرهن المشروع أن DES كانت وبدون ادنى شك غير آمنة وفات اوانها، والسبب بأنها تتناقض مع توصية الحكومة الأمريكية بالخوارزمية.

### لجان الخبراء
شارك سايفربانكس أيضًا برفقة خبراء آخرين في العديد من التقارير حول مسائل التشفير.
وكان أحد هذه الأوراق هو «الحد الأدنى من أطوال المفاتيح للأصفار المتماثلة لتوفير الأمن التجاري الملائم». واقترح الخبراء أن 75 بت هو الحد الأدنى لحجم المفتاح الذي يسمح لأي تشفير حالي بأن يعتبر آمنًا ويبقيه في الخدمة. وحينها، كان معيار تشفير البيانات يتمثل في مفاتيح 56 بت الذي لا يزال معيارًا للحكومة الأمريكية، وهو إجباري في بعض التطبيقات.
وفي غيرها من الاوراق، كانت تتضمن تحليلاً نقديًا لمشاريع الحكومة «مخاطر استرداد المفتاح، وضمان المفتاح، وتشفير الطرف الثالث الموثوق به»،  وتقييم مقترحات التشفير المضمون.وايضا تعليقات على المراجعة الفنية لنظام كارنيفور. والنظر في مخطط مكتب التحقيقات الفدرالي لمراقبة البريد الإلكتروني.
وقدمت سايفربانكس معطيات ملموسة لتقارير المجلس القومي للبحوث حول سياسة التشفير ودور التشفير في تأمين مجتمع المعلومات (CRISIS) في عام 1996، وفي عام 1993، تم تطوير هذا التقرير الذي تم التكفل به من قبل الكونغرس الأمريكي من خلال جلسات الاستماع المعقودة في جميع أنحاء البلاد من جميع المهتمين اصحاب المصلحة وايضاً من قبل لجنة من الأشخاص الذين يمتلكون الموهبة. وأوصى الكونغرس بالتخفيف التدريجي للقيود الحالية التي تفرضها الحكومة الأمريكية على التشفير. على غرار العديد من تقارير الدراسة، تم تجاهل استنتاجاتها إلى حد كبير من قبل صانعوا السياسات. وأدت المفارقة اللاحقة مثل الأحكام النهائية في دعاوى سايبربانكس إلى تخفيف كامل الضوابط غير الدستورية على برامج التشفير.

### دعاوى قضائية
وقد رفعت سايبربانكس العديد من الدعاوى القضائية، والتي معظمها دعاوى ضد الحكومة الأمريكية تدعي أن بعض الإجراءات الحكومية غير دستورية.
وفي عام 1994، رفع فيل كارن دعوى قضائية ضد وزارة الخارجية بشأن ضوابط تصدير التشفير. فين حين ان حكمهم جاء بالرفض، وبما أن كتاب التشفير التطبيقي  يمكن تصديره بصورة قانونية إذا فإن القرص المرن الذي يحتوي على نسخة حرفية من الشفرة المطبوعة في الكتاب كان من الناحية القانونية ذخيرة وطلبوا تصريح تصدير أيضا، ولكنهم رفضوا منحه. وظهر كارن أيضًا أمام لجان مجلس النواب ومجلس الشيوخ للنظر في قضايا التشفير.
وبدعم من EFF ، رفع دانييل جيه بيرنشتاين دعوى قضائية بصدد قيود التصدير، وبحجة أن منع نشر مصدر كود التشفير هو قيد مفروض ينافي دستور حرية التعبير. وفاز بالدعوة القضائية، وأبطل فعليًا قانون التصدير. انظر بيرنشتاين ضد. الولايات المتحدة للحصول على كامل التفاصيل.
ورفع بيتر جونغر أيضا دعوى قضائية على أسس مشابهة وفاز.

### عصيان مدني
شجع شايبربانكس على العصيان المدني وعلى وجه الخصوص قانون الولايات المتحدة بشأن تصدير التشفير . وحتى عام 1997، كان رمز التشفير ذخيرة من الناحية القانونية وانتهى وقته حتى ITAR (ITAR هي لوائح وزارة الخارجية التي تحكم المنتجات والتقنيات والخدمات المطورة للاستخدام العسكري والتي غالبًا ما ترتبط بشركات الدفاع والعقود الحكومية)، وحتى عام 2000 لم تتم إزالة قيود طول المفتاح في EAR.
وكتب آدم باك في عام 1995، نسخة من خوارزمية RSA لتشفير المفتاح العام في ثلاثة أسطر من بيرل  واقترح على الأشخاص استخدامها كملف امضاء للبريد إلكتروني:
وطرح فينس كيت صفحة على شبكة الإنترنت تدعو أي شخص ليغدو تاجر دولي في الاسلحة؛ وفي كل مرة يقوم شخص ما بالضغط على النموذج، يتم إرسال عنصر مقيد بالتصدير - في الاصل بواسطة PGP ، ولاحقاً نسخة من برنامج Back - وسيتم إرسالها بالبريد من خادم أمريكي إلى خادم في أنغيلا. واكتسب هذا اهتمامًا هائلاً. وكان هناك خيار لإضافة اسمك إلى قائمة هؤلاء المهربين.

### خيال سايفربانك
في رواية نيل ستيفنسون رمز التشفير كان العديد من الشخصيات موجودة في القائمة البريدية لـ «المعجبون السريون». ومن الواضح أن هذا يعتمد على قائمة سايفربانكس، وقد تم ذكر العديد من سايفربانكس المشهورة في الإقرارات. ويدور جزء كبير من الحبكة يتمحور حول أفكار سايفربانك؛ اذ تقوم الشخصيات الاساسية ببناء ملاذ بيانات يسمح بمعاملات مالية مجهولة المصدر، وايضا يعد الكتاب مليء بالشفرات. ولكن وبحسب المؤلف  عنوان الكتاب هو - بالرغم من تشابه بلأسم - الا انه لا يعتمد على رمز التشفير،  بل يستند على الأسئلة الشائعة عن سايفربانك عبر الإنترنت.

### ميراث
سيتم استخدام إنجازات المحققة لـسايفربانك فيما بعد في المحفظة الإلكترونية الكندية، ومنتشيب، وفي إنشاء البيتكوين. ولقد كان مصدر إلهام لـ كريبتو بارتي بعد عقود، حتى أن بيان سايفربانك الرسمي تم اقتباسه في رأس الويكي الخاص به،  وفي 27 أغسطس 2012، ألقى إريك هيوز العنوان الرئيسي في أمستردام كريبتو بارتي.

## سايفربانكس بارزين
وتضمنت قائمة سايفربانكس على العديد المشتركين والشخصيات البارزة في صناعة الكمبيوتر. وكان معظمهم من لائحة المنظمين، الا أن الجميع لم يطلقوا على أنفسهم اسم «سايفربانكس». وفيما يلي قائمة بـ سايفربانكس الجديرة بالذكر وإنجازاتهم:
- Jacob Appelbaum: Tor developer, political advocate
- Julian Assange: WikiLeaks founder, deniable cryptography inventor, journalist; co-author of Underground; author of Cypherpunks: Freedom and the Future of the Internet; member of the International Subversives. Assange has stated that he joined the list in late 1993 or early 1994. An archive of his cypherpunks mailing list posts[44] is at the Mailing List Archives.
- Derek Atkins: computer scientist, computer security expert, and one of the people who factored RSA-129
- Adam Back: inventor of Hashcash and of NNTP-based Eternity networks; co-founder of Blockstream
- Jim Bell: author of Assassination Politics'
- Steven Bellovin: Bell Labs researcher; later Columbia professor; Chief Technologist for the US Federal Trade Commission in 2012
- Matt Blaze: Bell Labs researcher; later professor at University of Pennsylvania; found flaws in the Clipper Chip[45]
- Eric Blossom: designer of the Starium cryptographically secured mobile phone; founder of the GNU Radio project
- Jon Callas: technical lead on OpenPGP specification; co-founder and Chief Technical Officer of PGP Corporation; co-founder with Philip Zimmermann of Silent Circle
- Bram Cohen: creator of BitTorrent
- Lance Cottrell: original author of the Mixmaster Remailer software; founder of Anonymizer
- Matt Curtin: founder of Interhack Corporation; first faculty advisor of the Ohio State University Open Source Club;[46] lecturer at Ohio State University
- Hugh Daniel (deceased): former Sun Microsystems employee; manager of the FreeS/WAN project (an early and important freeware IPsec implementation)
- Suelette Dreyfus: deniable cryptography co-inventor, journalist, co-author of Underground
- Hal Finney (deceased): cryptographer; main author of PGP 2.0 and the core crypto libraries of later versions of PGP; designer of RPOW
- Eva Galperin: malware researcher and security advocate; Electronic Frontier Foundation activist[47]
- John Gilmore*: Sun Microsystems' fifth employee; co-founder of the Cypherpunks and the Electronic Frontier Foundation; project leader for FreeS/WAN
- Mike Godwin: Electronic Frontier Foundation lawyer; electronic rights advocate
- Ian Goldberg*: professor at University of Waterloo; designer of the off-the-record messaging protocol
- Rop Gonggrijp: founder of XS4ALL; co-creator of the Cryptophone
- Sean Hastings: founding CEO of Havenco; co-author of the book God Wants You Dead[48]
- Johan Helsingius: creator and operator of Penet remailer
- Nadia Heninger: assistant professor at University of Pennsylvania; security researcher[49]
- Robert Hettinga: founder of the International Conference on Financial Cryptography; originator of the idea of Financial cryptography as an applied subset of cryptography[50]
- Mark Horowitz: author of the first PGP key server
- Tim Hudson: co-author of SSLeay, the precursor to OpenSSL
- Eric Hughes: founding member of Cypherpunks; author of A Cypherpunk's Manifesto
- Peter Junger (deceased): law professor at Case Western Reserve University
- Paul Kocher: president of Cryptography Research, Inc.; co-author of the SSL 3.0 protocol
- Ryan Lackey: co-founder of HavenCo, the world's first data haven
- Brian LaMacchia: designer of XKMS; research head at Microsoft Research
- Ben Laurie: founder of The Bunker, core OpenSSL team member, Google engineer.
- Morgan Marquis-Boire: researcher, security engineer, and privacy activist
- Matt Thomlinson (phantom): security engineer, leader of Microsoft's security efforts on Windows, Azure and Trustworthy Computing, CISO at Electronic Arts
- Timothy C. May (deceased): former Assistant Chief Scientist at Intel; author of A Crypto Anarchist Manifesto and the Cyphernomicon; a founding member of the Cypherpunks mailing list
- Jude Milhon (deceased; aka "St. Jude"): a founding member of the Cypherpunks mailing list, credited with naming the group; co-creator of Mondo 2000 magazine
- Vincent Moscaritolo: founder of Mac Crypto Workshop;[51] Principal Cryptographic Engineer for PGP Corporation; co-founder of Silent Circle and 4th-A Technologies, LLC
- Sameer Parekh: former CEO of C2Net and co-founder of the CryptoRights Foundation human rights non-profit
- Vipul Ved Prakash: co-founder of Sense/Net; author of Vipul's Razor; founder of Cloudmark
- Runa Sandvik: Tor developer, political advocate
- Len Sassaman (deceased): maintainer of the Mixmaster Remailer software; researcher at Katholieke Universiteit Leuven; biopunk
- Steven Schear: creator of the warrant canary; street performer protocol; founding member of the International Financial Cryptographer's Association[52] and GNURadio; team member at Counterpane; former Director at data security company Cylink and MojoNation
- Bruce Schneier*: well-known security author; founder of Counterpane
- Nick Szabo: inventor of smart contracts; designer of bit gold, a precursor to Bitcoin
- Zooko Wilcox-O'Hearn: DigiCash and MojoNation developer; founder of Zcash; co-designer of Tahoe-LAFS
- Jillian C. York: Director of International Freedom of Expression at the Electronic Frontier Foundation (EFF)[53]
- John Young: anti-secrecy activist and co-founder of Cryptome
- Philip Zimmermann: original creator of PGP v1.0 (1991); co-founder of PGP Inc. (1996); co-founder with Jon Callas of Silent Circle
- Marc Andreessen: co-founder of Netscape which invented SSL

* تشير إلى ان الشخص مذكور في إقرارات رموز التشفير المشفرة لستيفنسون

## روابط خارجية
- بيان Cypherpunk بقلم إريك هيوز
- البيان الأناركي المشفر بقلم تيموثي سي
- أسانج «عالم الغد» - نسخة Cypherpunks تقطيعه
- The Cyphernomicon بواسطة Timothy C. May ("Cypherpunks FAQ and More" من 1994)
- أرشيفات السنوات الثماني الأولى من القائمة البريدية (مضغوط، 83 ميجابايت)
- "Warm Party for a Code Group" - الذكرى العاشرة لـ Cypherpunks (مقالة في Wired)
- Crypto Rebels ، إصدار مجلة Wired 1.02 (مايو / يونيو 1993)
- مشروع Crypto ، وهو تنشيط لحركة Cypherpunk